# Gourmet Sentai Barayarō
 Gourmet Sentai Barayarō (美食戦隊 薔薇野郎) est un jeu vidéo d'action Beat them all à thème mélangeant cyberpunk et de gastronomie. Le jeu a été développé par Winds Co. et édité par Virgin Entertainment. Il est sorti uniquement au Japon le 29 septembre 1995 sur Super Famicom,.

## Synopsis
Au XXIe siècle, dans un monde post-cataclysmique, la ville de Zeus Heaven Magic City est sous l'emprise d'une mafia qui contrôle les denrées alimentaires, devenues un enjeu de survie dans ce monde dévasté.

## Système de jeu
Le jeu est composé de 5 niveaux et met en scène 3 combattants jouables : Bonjour (ぼんぢゅ〜る, Bonju-ru), Mademoiselle (まどもあぜる, Madomoazeru) et Très Bien (とれびあ〜ん, Trevian). Les ennemis laissent derrière eux des denrées alimentaires lorsqu'ils sont vaincus, qui peuvent être collectées. En fin de niveau, celles-ci sont transformés par un robot-chef pour créer divers plats qui redonnent des points de vie.

## Accueil
Le jeu a été noté pour son étrangeté et son côté déroutant, à la façon des Cho Aniki du même développeur, ainsi que pour sa grande difficulté.